# William Wagstaffe
William Wagstaffe (Buckinghamshire, 1685 – Bath, 5 de maio de 1725) foi um médico britânico.
Wagstaffe nasceu em Buckinghamshire, Reino Unido. Foi educado em uma escola em Northampton, e em 1701 ingressou no Lincoln College, Oxford, graduou-se em 1704. Casou-se com a filha do clérigo Thomas Wagstaffe, e, após sua morte prematura, casou-se com a filha do cirurgião Charles Bernard.

## Obras
- A Comment upon The History of Tom Thumbe (1711)
- A Letter showing the Danger and Uncertainty of inoculating the Small Pox (1722)